# Enfield (New Hampshire)
Enfield is een plaats (town) in de Amerikaanse staat New Hampshire, en valt bestuurlijk gezien onder Grafton County.

## Demografie
Bij de volkstelling in 2000 werd het aantal inwoners vastgesteld op 4618.

## Geografie
Volgens het United States Census Bureau beslaat de plaats een oppervlakte van 111,8 km², waarvan 104,2 km² land en 7,4 km² water. Enfield ligt op ongeveer 247 m boven zeeniveau.

## Plaatsen in de nabije omgeving
De onderstaande figuur toont nabijgelegen plaatsen in een straal van 32 km rond Enfield.